# El judici del gos
El judici del gos (títol original en francès, Le Procès du chien) és una pel·lícula de comèdia franco-suïssa del 2024 coescrita i dirigida per Laetitia Dosch, al seu debut com a directora. És protagonitzada per Dosch com una advocada que defensa un gos sota judici. Es basa vagament en un cas real a França que implicava un gos que mossegava a desconeguts. S'ha subtitulat al català.
Es va estrenar a la secció Un Certain Regard al 77è Festival Internacional de Cinema de Canes el 19 de maig de 2024, on l'actor principal d'animals Kodi va guanyar el Premi Palm Dog.

## Argument
Avril és una advocada idealista amb predilecció pels casos sense esperança. Accepta defensar el gos de Dariuch, Cosmos, que ha mossegat tres persones, donant lloc al primer judici caní des de l'Edat Mitjana. Sent la pressió per guanyar el cas, ja que, en cas contrari, el seu client inusual serà sacrificat.

## Repartiment
- Laetitia Dosch com a Avril Lucciani
- François Damiens com Dariuch Michovski
- Jean-Pascal Zadi com a Marc
- Anne Dorval com a Roseline Bruckenheimer
- Kodi com a Cosmos
- Mathieu Demy com el jutge
- Anabela Moreira com Lorene Furtado
- Pierre Deladonchamps com a Jerome
- Tom Fiszelson com a Joachim

## Producció
El judici del gos és el debut a la direcció de l'actriu francesa Laetitia Dosch, que va escriure el guió de la pel·lícula amb Anne-Sophie Bailly. Es basa lliurement en un història real d'un judici a França centrat en un gos que havia mossegat repetidament a desconeguts. Dosch va quedar fascinada per com el cas havia captivat tot el poble on va tenir lloc, on els manifestants van protestar pel fet que la llei tractava el gos com un objecte més que com un ésser viu. En les primeres etapes del desenvolupament de la pel·lícula, Dosch va considerar breument canviar el tema de la pel·lícula després d'una trobada amb la cineasta Justine Triet, que anteriorment va dirigir Dosch a la pel·lícula La Bataille de Solférino (2013), i va revelar a Dosch la premissa de la seva propera pel·lícula Anatomia d'una caiguda (2023) que de manera similar se centra en un judici, un nen, una persona cega i un gos.
La pel·lícula està produïda per Lionel Baier i Agnieszka Ramu per a Bande à Part Films (Suïssa) i per Thomas i Mathieu Verhaeghe per a Atelier de Production (França), en coproducció amb RTS Radio Télévision Suisse, SRG SSR i France 2 Cinéma. El rodatge va tenir lloc íntegrament a Suïssa, especialment al cantó de Vaud, inclosos Lausana, Vevey i Gimel..

## Estrena
El judici del gos va ser seleccionat per competir a la secció Un Certain Regard al 77è Festival Internacional de Cinema de Canes, on es va estrenar el 19 de maig de 2024.
Les vendes internacionals les gestiona mk2 Films. The Jokers Films va estrenar la pel·lícula a França l'11 de setembre de 2024, mentre que Pathé Films AG la va estrenar a Suïssa.

## Recepció
A AlloCiné, la pel·lícula va rebre una valoració mitjana de 3,3 sobre 5 estrelles, basada en 27 ressenyes de la crítica francesa. Plantilla:Rotten Tomatoes prose

## Reconeixements
| Premi                       | Data de cerimònia     | Categoria                 | Receptor(s)       | Resultat  | Ref.   |
| --------------------------- | --------------------- | ------------------------- | ----------------- | --------- | ------ |
| Festival de Cinema de Canes | 25 de maig de 2024    | Premi Palm Dog            | Kodi              | Guanyador | [ 10 ] |
| Festival de Cinema de Canes | 25 de maig de 2024    | Prix Un Certain Regard    | Laetitia Dosch    | Nominat   | [ 11 ] |
| Festival de Cinema de Canes | 25 de maig de 2024    | Caméra d'Or               | Laetitia Dosch    | Nominat   | [ 7 ]  |
| Premi Louis Delluc          | 4 de desembre de 2024 | Millor primera pel·lícula | El judici del gos | Nominat   | [ 12 ] |